# Éléments chimiques des êtres vivants
 (septembre 2024).
La mise en forme du texte ne suit pas les recommandations de Wikipédia : il faut le « wikifier ».
Les points d'amélioration suivants sont les cas les plus fréquents :
- Les titres sont pré-formatés par le logiciel. Ils ne sont ni en capitales, ni en gras.
- Le texte ne doit pas être écrit en capitales (les noms de famille non plus), ni en gras, ni en italique, ni en « petit »…
- Le gras n'est utilisé que pour surligner le titre de l'article dans l'introduction, une seule fois.
- L'italique est rarement utilisé : mots en langue étrangère, titres d'œuvres, noms de bateaux, etc.
- Les citations ne sont pas en italique mais en corps de texte normal. Elles sont entourées par des guillemets français : « et ».
- Les listes à puces sont à éviter, des paragraphes rédigés étant largement préférés. Les tableaux sont à réserver à la présentation de données structurées (résultats, etc.).
- Les appels de note de bas de page (petits chiffres en exposant, introduits par l'outil «  Source ») sont à placer entre la fin de phrase et le point final[comme ça].
- Les liens internes (vers d'autres articles de Wikipédia) sont à choisir avec parcimonie. Créez des liens vers des articles approfondissant le sujet. Les termes génériques sans rapport avec le sujet sont à éviter, ainsi que les répétitions de liens vers un même terme.
- Les liens externes sont à placer uniquement dans une section « Liens externes », à la fin de l'article. Ces liens sont à choisir avec parcimonie suivant les règles définies. Si un lien sert de source à l'article, son insertion dans le texte est à faire par les notes de bas de page.
- La présentation des références doit suivre les conventions bibliographiques. Il est recommandé d'utiliser les modèles {{Ouvrage}}, {{Chapitre}}, {{Article}}, {{Lien web}} et/ou {{Bibliographie}}. Le mode d'édition visuel peut mettre en forme automatiquement les références.
- Insérer une infobox (cadre d'informations à droite) n'est pas obligatoire pour parachever la mise en page.

Pour une aide détaillée, merci de consulter Aide:Wikification.
Si vous pensez que ces points ont été résolus, vous pouvez retirer ce bandeau et améliorer la mise en forme d'un autre article.
Les éléments chimiques dans les êtres vivants sont nombreux sous des formes diverses et en quantités variables. Sont distingués, de façon assez arbitraire, les macroéléments dont la teneur est supérieure à 1 mg par kg ou 1 ppm et les microéléments dits oligoéléments de teneur inférieure, en alimentation humaine. Le terme de microélément est parfois utilisé comme intermédiaire entre macro et oligoélément.
Le terme d'oligoélément est introduit par le chimiste Gabriel Bertrand, dont les travaux au début du 20e siècle montrent l'action de ces éléments sur les sols, les plantes et les animaux, et dont les besoins en quantités infimes les distinguent des « éléments majeurs » ou « macro-éléments ». En règle générale, une carence dans un oligoélément donné se traduit par un grave trouble physiologique qui disparait par l'introduction de l'oligoélément (oligoélément essentiel). Un excès de certains oligoéléments peut induire des troubles toxiques.
Leur nature et variété dépend de l'organisme en cause.

## Nature des éléments
| H  |    |    |    |    |    |    |    |    |    |    |    |    |    |    |    |    |    | He |
| Li | Be |    |    |    |    |    |    |    |    |    |    |    | B  | C  | N  | O  | F  | Ne |
| Na | Mg |    |    |    |    |    |    |    |    |    |    |    | Al | Si | P  | S  | Cl | Ar |
| K  | Ca | Sc |    | Ti | V  | Cr | Mn | Fe | Co | Ni | Cu | Zn | Ga | Ge | As | Se | Br | Kr |
| Rb | Sr | Y  |    | Zr | Nb | Mo | Tc | Ru | Rh | Pd | Ag | Cd | In | Sn | Sb | Te | I  | Xe |
| Cs | Ba | La | *  | Hf | Ta | W  | Re | Os | Ir | Pt | Au | Hg | Tl | Pb | Bi | Po | At | Rn |
| Fr | Ra | Ac | ** | Rf | Db | Sg | Bh | Hs | Mt | Ds | Rg | Cn | Nh | Fl | Mc | Lv | Ts | Og |
|    |    |    |    |    |    |    |    |    |    |    |    |    |    |    |    |    |    |    |
|    |    |    | *  | Ce | Pr | Nd | Pm | Sm | Eu | Gd | Tb | Dy | Ho | Er | Tm | Yb | Lu |    |
|    |    |    | ** | Th | Pa | U  | Np | Pu | Am | Cm | Bk | Cf | Es | Fm | Md | No | Lr |    |

| - Les quatre principaux éléments essentiels - Autres macroéléments essentiels - Éléments traces essentiels (microélément et oligoélément) - Éléments jugés essentiels par les États-Unis et non par l'Union européenne - Action biologique suggérée - Preuves limitées d'action biologique chez les mammifères - Aucune preuve d'action biologique chez les mammifères, mais essentiel chez d'autres animaux. (Dans le cas du lanthane, les preuves embryonnaires d'essentialité restent difficilement applicables car les autres éléments des lanthanides (Ce, Pr, Nd, Sm, Eu, Gd) sont chimiquement très similaires.) |

La présence d'un élément ne préjuge pas de sa forme. Dans les êtres vivants, les métaux sont absents mais leur forme oxydée, ionique, peut être présente : le sodium, métal très réducteur est absent mais les ions Na+ sont présents.

### Éléments dans les molécules organiques
Les molécules organiques contiennent, autour du Carbone, d'autres éléments : Oxygène, Hydrogène, Azote, Soufre… y compris parfois des ions métalliques (Fer II ou III, Cobalt…). En solution, d'autres ions peuvent se fixer sur les molécules organiques, en particulier les protéines et les acides nucléiques (sodium, magnésium…). Ces liaisons sont transitoires de type liaisons ioniques entre les cations (métaux alcalins ou alcalinoterreux tels que sodium, potassium ou calcium) et les groupements négatifs des chaines latérales des acides aminés, ou entre le magnésium et les résidus phosphate des acides nucléiques.

### Nature des ions minéraux présents
Ils sont souvent qualifiés de sels (combinaison de cations et anions comme le chlorure de sodium Na+, Cl-) mais leur dissolution sépare les ions.
Les ions minéraux sont des substances chimiques ionisées, cations ou anions, qui entrent dans la composition des organismes et qui sont présents dans l'alimentation des êtres vivants (animaux, végétaux, champignons, bactéries, archées et à la limite virus). Ce sont par exemple Ca2+ pour le calcium et Cl− pour le chlore. Ces ions ont de nombreux rôles dans les organismes vivants et sont indispensables à des concentrations très variables. Il existe bien sûr des ions organiques comme l'acétate (éthanoate) CH3-COO- et des sels solides correspondant comme l'acétate de sodium CH3-COO- ,Na+.
La plupart des éléments minéraux sont sous forme ionique hormis la silice (dioxyde de silicium SiO2), les gaz (O2, CO2…) et l'eau H2O. Aucun métal n'est présent chez les êtres vivants..
Les ions minéraux rencontrés chez les êtres vivants sont :

#### Ions minéraux majeurs oumacro-éléments,
par ordre alphabétique :
- - ammonium (NH4+)
  - calcium (Ca2+);
  - magnésium (Mg2+) ;
  - nitrate (NO3-) rare
  - phosphore sous forme de phosphates (PO43- et ses dérivés) ;
  - potassium (K+) ;
  - sodium (Na+) ;
  - soufre sous forme de sulfate (SO42-) et ses dérivés)

#### Oligo-éléments
par ordre alphabétique :
- - arsenic (As) ;
  - bore (B) ;
  - brome (Br-) ;
  - chlore (Cl-) ;
  - chrome (Cr) ;
  - cobalt (Co) ; dans la cobalamine
  - cuivre (Cu2+) ;
  - fer (Fe2+ ou 3+) ;
  - fluor (F-) ;
  - iode (I-) ;
  - manganèse (Mn) ;
  - molybdène (Mo) ;
  - nickel (Ni) ;
  - silicium (Si) ;
  - sélénium (Se) ;
  - vanadium (V) ;
  - zinc (Zn2+).

Chez les végétaux, les principaux oligoéléments sont, par ordre alphabétique : le bore, le cuivre, le fer, le manganèse, le molybdène et le zinc.
Pour avoir une idée des quantités nécessaires aux plantes : un hectare de vigne absorbe, par an (en moyenne et environ), 200 grammes de bore, 180 grammes de cuivre, 600 grammes de fer, 300 grammes de manganèse, 4 grammes de molybdène, et 250 grammes de zinc. Par comparaison, il faudra 80 000 grammes (80 kg) de potasse (K2O) ou de calcium.

### Macroéléments chez l'homme
Chez l'homme, les différents macroéléments sont chiffrés dans le tableau suivant pour un homme de 70 kg. Attention, certains des éléments ne sont pas minéraux mais organiques (combinés au carbone à l'exception des carbonates CO32-, hydrogénocarbonates HCO3- et dioxyde de carbone CO2). La dernière colonne indique le besoin journalier tenant compte des pertes liées au métabolisme. Les masses sont exprimées en g de l'élément. Toutes ces données numériques sont sujettes à variation…
| Rang  | Élément chimique | %     | mol      | Masse en g | Besoins journaliers en (grammes) |
| 1     | Oxygène          | 61,43 | 2 700    | 43 000     | -                                |
| 2     | Carbone          | 22,86 | 1 300    | 16 000     | 300                              |
| 3     | Hydrogène        | 10    | 690      | 7 000      | -                                |
| 4     | Azote            | 2,57  | 129      | 1 800      | 5                                |
| 5     | Calcium          | 1,43  | 25       | 1 000      | 1                                |
| 6     | Phosphore        | 1,11  | 25       | 780        | 0,8                              |
| 7     | Potassium        | 0,2   | 3,6      | 140        | 2                                |
| 8     | Soufre           | 0,2   | 4,4      | 140        | -                                |
| 9     | Sodium           | 0,16  | 4,3      | 100        | 1                                |
| 10    | Chlore           | 0,14  | 2,7      | 95         | -                                |
| 11    | Magnésium        | 0,03  | 0,78     | 19         | 0,4                              |
| Total | Macroéléments    | 100   | 4 884,78 | 70 074     | -                                |

### Microéléments ou oligoéléments
Le terme est introduit par le chimiste Gabriel Bertrand, dont les travaux au début du XXe siècle montrent l'action de ces éléments sur les sols, les plantes et les animaux, et dont les besoins en quantités infimes les distinguent des « éléments majeurs » ou « macro-éléments ».
Les oligo-éléments essentiels répondent aux critères suivants :
- être présents à une concentration relativement constante dans les tissus d'un organisme ;
- provoquer, par leur absence ou leur retrait, des anomalies structurelles et physiologiques proches, et ce de façon similaire dans plusieurs espèces prévenues ou guéris par l'apport du seul élément.

### Rôles des différents éléments par élément
| Élément   | Symbole chimique | Pourcentage de la masse corporelle humaine en % | Rôles (chez les animaux) |
| --------- | ---------------- | ----------------------------------------------- | --- |
| Oxygène   | O                | 65,0 %                                          | Constituant des molécules organiques de l'eau et du dioxygène. Le dioxygène est l'oxydant de la respiration aérobie utilisant des réducteurs comme le glucose, les acides gras… (combustibles alimentaires) et permettant la synthèse de l'ATP principal vecteur de l'énergie cellulaire |
| Carbone   | C                | 18,0 %                                          | Constituant des biomolécules organiques (glucides, lipides, protéines, acides nucléiques) |
| Hydrogène | H                | 10,0 %                                          | Constituant des molécules organiques ; H+ Détermine le pH des liquides organiques |
| Azote     | N                | 2,6 %                                           | Constituant des protéines et des acides nucléiques ADN et ARN |
| Calcium   | Ca2+             | 1,4 %                                           | Ca2+ est un constituant essentiel de l'os et des dents en combinaison avec le phosphate. Contribue à la contraction musculaire, la transmission de l'influx nerveux et la coagulation sanguine                                                                                           |
| Phosphore | PO43-            | 0,6 %                                           | PO43- est un constituant essentiel de l'os et des dents en combinaison avec le calcium Ca2+. PO43- est un constituant essentiel à de nombreuses biomolécules (acides nucléiques ARN et ADN), ATP, des protéines…                                                                         |
| Potassium | K+               | 0,20 %                                          | Présent dans les cellules où il participe à l'équilibre électrique de la cellule, la propagation de l'influx nerveux et la contraction musculaire |
| Soufre    | S                | 0,20 %                                          | Présent dans la plupart des protéines sous forme d'acides aminés soufrés (cystéine et méthionine) |
| Sodium    | Na+              | 0,14 %                                          | Présent dans les liquides cellulaires (à concentration élevée dans les liquides extracellulaires et faible dans les liquides intracellulaires où il participe à l'équilibre électrique de la cellule, la propagation nerveuse et la contraction musculaire                               |
| Chlore    | Cl-              | 0,12 %                                          | Cl-, présent dans les liquides cellulaires et participe à l'équilibre électrique cellulaire |
| Magnésium | Mg2+             | 0,05 %                                          | Présent dans les os, contribue à l'activité enzymatique, en se liant aux phosphates des biomolécules (comme l'ATP), dans des réactions métaboliques |
| Iode      | I-               | 0,00002 %                                       | Constituant des hormones thyroïdiennes triodothyroxine et tétraiodothyroxine |
| Fer       | Fe2+ ou Fe3+     | 0,006 %                                         | Constituant de l'hème de l'hémoglobine et de nombreux coenzymes dans les cytochromes. Il est aussi trouvé dans les protéines Fer-Soufre. |
| Manganèse | Mn2+             | 0,00002 %                                       | Cofacteur enzymatique (superoxyde dismutase, glycosyl-transférases, pyruvate carboxylase, malate déshydrogénase, arginine synthétase, glutamine synthétase…) |
| Cuivre    | Cu2+             | 0,0001 %                                        | Cofacteur enzymatique (cytochrome c oxydase…) |
| Sélénium  | Se               | 0,00002 %                                       | Cofacteur enzymatique (glutathion peroxydase…) |
| Molybdène | Mo               | 0,00001 %                                       | Cofacteur enzymatique (xanthine oxydase, l'aldéhyde oxydase (en) et la sulfite oxydase) |
| Cobalt    | Co               | 0,000002 %                                      | Cofacteur enzymatique (constituant de la vitamine B12 ou cobalamine) |
| Fluor     | F-               | 0,0037 %                                        | Le fluorure intervient dans la structure des os |
| Zinc      | Zn2+             | 0,0033 %                                        | Cofacteur enzymatique (enzymes à doigts de Zinc, dipeptidyl-carboxypeptidases…) et structural |
| Chrome    | Cr               | 0,000003 %                                      | ? |
| Brome     | Br-              | 0,0005 %                                        | |
| Bore      |                  | 0,00007 %                                       | Cofacteur enzymatique |
| Silicium  | SiO2             | 0,002 %                                         | ? |
| Nickel    | Ni               | 0,000014 %                                      | ? |
| Lithium   | Li               | 0,000003 %                                      | ? |

D'autres éléments, non mentionnés dans le tableau, sont retrouvés à l'état de traces : Rubidium, Strontium, Plomb, Aluminium, Cadmium, Baryum, Étain, Nickel, Or, Césium, Uranium, Béryllium, Radium…
Données adaptées de  Handbook of Chemistry and Physics CRC 2008-2009.

### Rôles des ions minéraux chez les animaux par rôle physiologique
Les ions sont sous forme ionique essentiellement, dissous dans les liquides cellulaire et extracellulaire, et peuvent se lier de façon non spécifique avec de nombreuses molécules chargées comme l'albumine.
Certains ions sont liés de façon spécifique à certaines protéines de transport ou de stockage : dans le cas du fer II ou III interviennent la transferrine ou la ferritine, et la concentration plasmatique du fer libre est très faible avec un effet bactériostatique.
Les ions minéraux ont des rôles variés dans l'organisme animal :
- équilibre électrique de la cellule : c'est le cas des ions sodium, potassium et calcium. Ils interviennent dans le fonctionnement des neurones et du muscle. Le Ca2+ est une molécule de signalisation cellulaire.
- élément de structure : c'est le cas du phosphate de calcium des os des vertébrés, du carbonate de calcium de nombreux coquillages, de la silice des foraminifères. Un oligoélément, le fluorure, renforce la structure de l'hydroxyapatite du tissu osseux et dentaire.
- cofacteurs enzymatiques : les ions métalliques participent de façon active au fonctionnement de nombreuses enzymes dans tous les êtres vivants, de façon directe par intégration de l'ion au site actif de l'enzyme (cas du zinc Zn2+ par ex.) ou par intégration à des coenzymes comme dans le cas du fer II ou III dans les cytochromes, du Cobalt dans la cobalamine… Dans tous ces cas, sont alors indispensables au fonctionnement : le fer II ou III réalise les réactions rédox.
- agent de liaison : Dans l'hémoglobine, le fer II sert d'agent de liaison au dioxygène. Chez les arthropodes, le cuivre I ou II de l'hémocyanine permet la liaison au dioxygène avec une réaction rédox.
- source pour les biosynthèses : les ions ammoniums (ou l'ammoniac) sont utilisés pour la synthèse des acides aminés et des acides nucléiques, les ions sulfates pour la synthèse des acides aminés soufrés (cystéine et méthionine)…
- participation à la structure d'hormones : certains oligoéléments interviennent directement dans le signal hormonal, que ce soit en participant à la structure moléculaire de l'hormone (comme l'iode et les hormones thyroïdiennes) ou à sa conformation spatiale (comme le zinc et l'insuline), ou encore en agissant au niveau du récepteur hormonal ????. Ils peuvent alors faciliter ou au contraire inhiber la reconnaissance de l'hormone par son récepteur.
- participation au système immunitaire : Chez l'humain, certains oligo-éléments participent au bon fonctionnement du système immunitaire, par une action sur les enzymes, mais aussi par une interaction avec des molécules de l'expression et de la transformation des cellules lymphoïdes. Ils peuvent également concourir à la lutte contre les radicaux libres de l'oxygène, potentiellement toxiques.

## Formes des éléments dans les aliments
Les aliments étant constitués d'êtres vivants ou de parties d'êtres vivants, apportent lors de leur consommation les ions minéraux qu'ils contiennent. Le consommateur peut ajouter du chlorure de sodium (sel de cuisine), du glutamate de sodium…
L'eau, que l'on peut ou non considérer comme aliment, apporte des ions minéraux qui dépendent très fortement de son origine, certaines étant très minéralisées (Vichy), d'autres très peu (Volvic - Évian).

## Métabolisme chez l'humain

### Absorption
L'absorption est l'étape d'assimilation des nutriments lors de la digestion. Dans le cas des oligoéléments, elle se révèle complexe, en raison de la diversité de leurs formes d'apport, sels minéraux ou complexes organiques : métalloprotéines, organométalliques, acides aminés, vitamines… et est spécifique à chaque oligoélément. Voir l'exemple de la vitamine B12 ou cobalamine.
Le transport, à travers la muqueuse de l'intestin grêle, peut aussi bien être actif que passif, par transporteur protéique ou par un transporteur de molécules organiques. Le métal peut être substitué à un composant du transporteur (à la place d'un acide aminé, par exemple), mais aussi complexé à son transporteur. L'oligoélément peut également être stocké dans la cellule intestinale où des protéines de transport peu spécifique le prendront en charge.
Dans le sang, les ions sont dissous dans le plasma ou les hématies, sont fixés sur des protéines spécifiques (comme la transferrine pour les ions du fer) ou non spécifiques (l'albumine, capable de transporter de nombreux types de molécules) ou sont intégrés aux vitamines (Cobalt dans la vitamine B12).

### Stockage des oligoéléments
Des réserves d'oligoéléments existent, principalement au niveau du foie. Au niveau des tissus, les oligoéléments peuvent se fixer à des protéines de stockage spécifiques (ferritine et fer…), mais aussi à des protéines non spécifiques comme les métallothionéines, dont les nombreux radicaux thiols sont capables de retenir de nombreux métaux grâce à leur forte teneur en cystéine.

### Excrétion
De nombreux tissus de l'organisme humain sont aptes à excréter des ions métalliques, qu'il s'agisse de la peau, des poumons, des intestins, ou du rein et du foie. Les macroéléments sont présents dans ces excrétats comme les ions sodium et chlorure dans la sueur… Pour les oligoéléments les reins et le foie effectuent la quasi-totalité de cette excrétion.
Chaque tissu n'est capable d'excréter que certains types d'éléments :
- excrétion majoritairement biliaire : cuivre, fer, manganèse, nickel, strontium, vanadium, qui possèdent ainsi un cycle entérohépatique (excrétion biliaire et réabsorption dans le duodénum) l'excédent étant éliminé par les selles.
- excrétion majoritairement urinaire : chrome, cobalt, sélénium, molybdène, prépondérante pour les métaux éliminés sous forme séquestrée (comme le cobalt dans la vitamine B12) ou anionique (comme le molybdate) ;
- excrétion majoritairement sudorale : chrome, cuivre, zinc, sélénium, strontium.

### Homéostasie
L'homéostasie est assurée par la régulation de leur taux par absorption intestinale ou excrétion biliaire et urinaire.
Dans le génome le mécanisme régulant le métabolisme des oligo-éléments est l'induction des protéines de stockage intracellulaire.

#### Régulation de l'absorption intestinale
La régulation de l'absorption se fait principalement par l'induction de protéines de stockage intracellulaires. Un excès d'apport induira ainsi le gène de ces protéines, alors produites en plus grande quantité. Ces protéines de stockage vont fixer le métal en excès à l'intérieur de l'entérocyte, l'empêchant de traverser la cellule afin de gagner le flot sanguin. Les cellules intestinales composant un épithélium à renouvellement rapide, elles desquameront rapidement dans la lumière digestive, entraînant avec elles l'excès de métal fixé.
Ce mécanisme possède toutefois certaines limites. Tout d'abord, il se dégrade de manière physiologique avec le vieillissement de l'individu. Ensuite, les métalloprotéines étant aspécifiques, elles peuvent aussi bien fixer des métaux toxiques ou en excès que des métaux utiles. Un apport excessif de zinc entraîne ainsi une synthèse accrue de métallothionéines, et par là une fixation plus importante de métaux tels que le cuivre, qui seront donc moins bien absorbés. Dans le cas du zinc et du cuivre, ce phénomène pourra induire des anémies par carence en cuivre.

#### Régulation du stockage
La synthèse des protéines de stockage spécifiques est régulée par rétrocontrôle, permettant ainsi le contrôle des taux d'oligo-éléments sériques. Certaines maladies génétiques vont être responsables d'un dérèglement de ce stockage, entraînant des maladies de surcharge comme la maladie de Wilson ou l'hémochromatose génétique.